# Gretchen Wilson
Gretchen Wilson (Pocahontas, 26 giugno 1973) è una cantante statunitense.

## Biografia
Ha fatto il suo debutto nel 2004 con il singolo Redneck Woman, numero uno nelle classifiche country statunitensi e vincitore di un Grammy. La canzone precede il suo primo album, Here for the Party. L'anno successivo è stato pubblicato un secondo album, All Jacked Up, il cui primo singolo omonimo era al tempo quello debuttato più in alto per una cantante country femmina. Un terzo album, One of the Boys, è stato pubblicato nel 2007 seguito, nel 2010, dalla prima raccolta, Greatest Hits, e dal quarto album, I Got Your Country Right Here, il primo a non raggiungere la top five negli Stati Uniti.
Finora, Gretchen è entrata nella classifica country statunitense con tredici singoli, cinque dei quali hanno raggiunto la top ten. Il suo album di debutto, Here for the Party, è stato certificato cinque volte disco di platino negli Stati Uniti per aver venduto oltre cinque milioni di copie, mentre All Jacked Up, il suo primo e finora unico album numero uno, è disco di platino. Ha venduto più di sei milioni di album in tutto il mondo.
Nel 2013 ha pianificato di pubblicare tre nuovi album: Right On Time (aprile 2013), un album di inediti; Under the Covers (giugno 2013); e un album natalizio verso la fine dell'anno.
Under the Covers, come si può capire dal titolo stesso, contiene cover rock di famosi artisti tra i quali Eric Clapton, Van Morrison, Led Zeppelin, Jackson Browne, Bob Seger, Faces, Billy Squier, James Gang, Foreigner, Cheap Trick e Bad Company; Wilson stessa spiega questo progetto: "Da dove provengo, nell'Illinois del sud, trovi Patsy Cline e Lynyrd Skynyrd posti l'uno accanto all'altro. Se ti fermi e ascolti il mio primo album, udrai molte influenze di southern rock in esso - così come il mio secondo album, così come il mio terzo album."
E prosegue: "Ho chiesto ai ragazzi della mia band di scrivere le loro cinque canzoni di rock classico preferite. Ed allora da quella lista di 30 o 40 canzoni, ho scelto quelle che pensavo di poter effettivamente tirare fuori. Sai, non ci sono molte canzoni di rock classico che una femmina può veramente interpretare. Non ho davvero capito come stavo selezionando queste canzoni che avevo finito per mettere da parte tutte canzoni degli anni '70. Non era quella la mia intenzione, ma quelli hanno finito per essere, a quanto pare, il nostro decennio preferito."

## Discografia
- 2004 – Here for the Party
- 2005 – All Jacked Up
- 2007 – One of the Boys
- 2010 – I Got Your Country Right Here
- 2013 – Right on Time
- 2013 – Under the Covers
- 2017 – Ready to Get Rowdy